# Notre-Dame-de-l’Isle
Notre-Dame-de-l’Isle település Franciaországban, Eure megyében. Lakosainak száma 643 fő (2022. január 1.). Notre-Dame-de-l’Isle Hennezis, Mézières-en-Vexin, Port-Mort, Pressagny-l’Orgueilleux, La Chapelle-Longueville, Saint-Pierre-la-Garenne és Vexin-sur-Epte községekkel határos.

## Népesség
A település népességének változása:
| Lakosok száma | 287  | 365  | 642  | 670  | 672  | 671  | 692  | 665  | 653  | 643  |
|               | 1968 | 1982 | 1999 | 2006 | 2013 | 2014 | 2016 | 2018 | 2020 | 2022 |